# Max Huber (Grafiker)

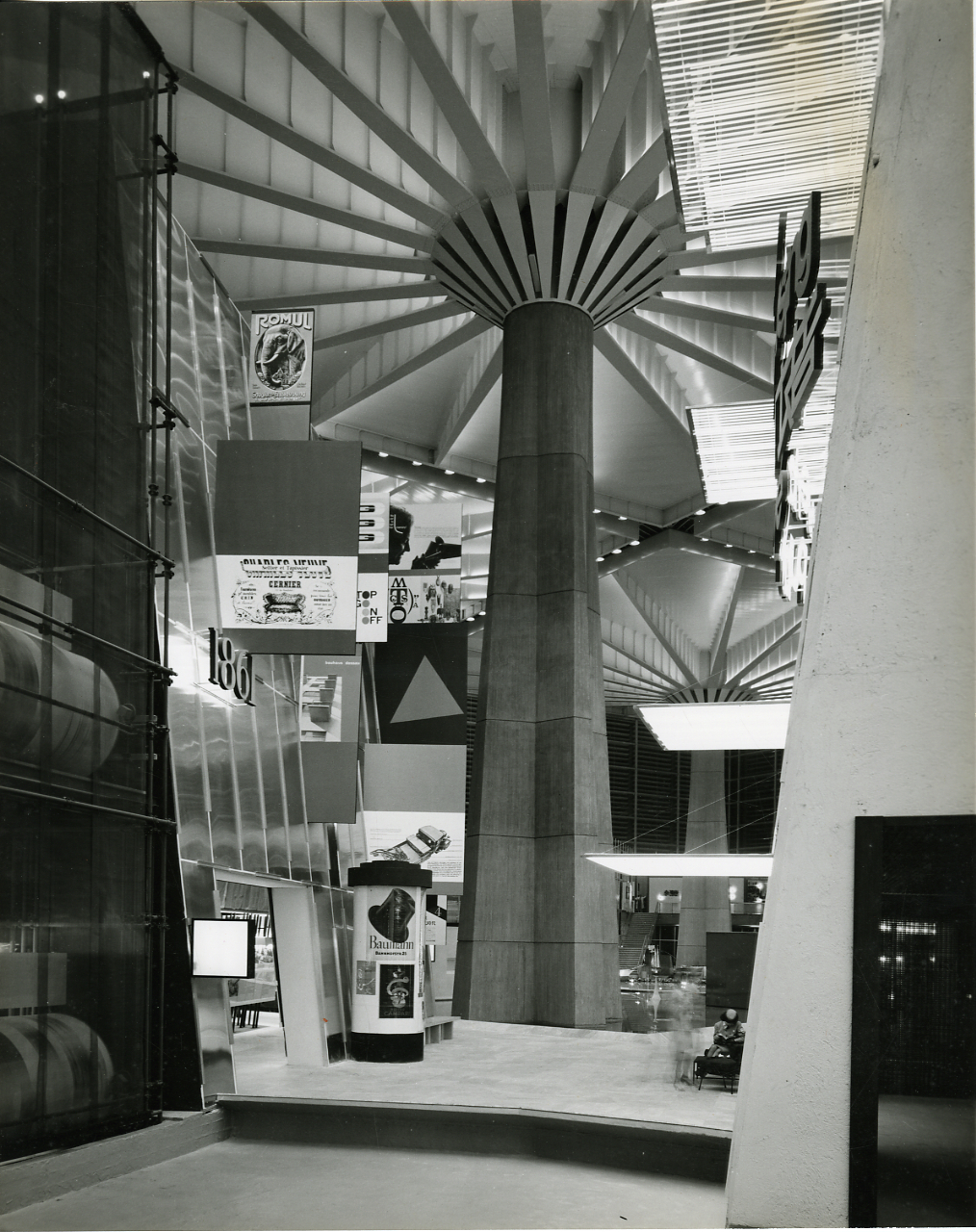
Expo 61, Turin. Details der Ausstellung La pubblicità, im Palazzo del Lavoro, von Max Huber. Foto von Paolo Monti.

Max Huber  (* 5. Juni 1919 in Baar, Kanton Zug, Schweiz; † 16. November 1992 in Mendrisio, Schweiz) war ein Schweizer Grafiker und Grafikdesigner, spezialisiert auf Gebrauchsgrafik und international bekannt für seine Plakatkunst.

## Leben und Werk
Max Huber lernt an einer Reklameagentur in Zürich und studierte an der dortigen Kunstgewerbeschule. Er arbeitete für die Zürcher Großdruckerei Conzett & Huber und trat danach ab 1940 als Art Director in das Studio Boggeri in Mailand ein. Im Jahr 1941 kehrte er in die Schweiz zurück und wurde Art Director des Artemis-Verlags in Zürich. Gleichzeitig war er als freischaffender Grafiker und als Architekt für verschiedene Werbeagenturen und für die Industrie tätig.
Im Jahr 1946 ging er wieder nach Italien zurück und arbeitete dort für Unternehmen wie Edizioni Einaudi, Olivetti und La Rinascente. Er wurde Art Director von RAI ab 1951. Im Jahr 1954 erhielt er für verschiedene Textilentwürfe den Compasso d’Oro-Preis verliehen.
Er war als Plakatkünstler, Werbegrafiker und Illustrator erfolgreich tätig. Im Jahr 1964 wurden einige seiner Arbeiten auf der documenta III in Kassel in der Abteilung Graphik gezeigt. Huber war mit Aoi Huber-Kono verheiratet, sein Schwiegervater war Takashi Kono.

„Er zählte zu jenen Künstlern, die nach dem Zweiten Weltkrieg ein neues Bild Italiens schufen: Schon 1946 nahm Max Huber mit dem Plakat und der Wanddekoration des Mailänder Tanzpalastes «Sirenella» die heitere Leichtigkeit der fünfziger Jahre vorweg.“

## m.a.x.museo
Das m.a.x.museo wurde ihm zu Ehren im Jahre 2005 im Schweizer Ort Chiasso von Aoi Huber-Kono eröffnet und begann seine Ausstellungsreihe 2006 mit „Max Huber - Poesie Visive“. Die Ausstellungen konzentrieren sich vor allem auf Grafik und Design, darunter 2008 „Omaggio a Bruno Munari“ oder 2010 die Ausstellung „Gillo Dorfles – Movimento Arte Concreta 1948–1958“.